# Масапа-де-Мадеро
Масапа-де-Мадеро (исп. Mazapa de Madero) — посёлок в Мексике, штат Чьяпас, входит в состав одноимённого муниципалитета и является его административным центром. Численность населения, по данным переписи 2020 года, составила 1631 человек.

## Общие сведения
Название посёлка составное: Mazapa с языка науатль можно перевести как — оленья река, а Madero дано в честь президента Мексики — Франсиско Мадеро.
Поселение было основано в конце XVI века в Гватемале под названием Сан-Мартин-Масапа.
27 сентября 1882 года, после подписания договора о границе между Мексикой и Республикой Гватемала, поселение становится частью мексиканского штата Чьяпас.
1 февраля 1929 года, по указу губернатора Раймундо Энрикеса, поселение стало посёлком Масапа-де-Мадеро.